# Kajetanówka (Urzędów)
Kajetanówka – część miasta Urzędów, dawna kolonia w Polsce, położona w województwie lubelskim, w powiecie kraśnickim, w gminie Urzędów.
Kolonia włączona w 2016 r. do tworzonego wówczas miasta Urzędów.
W latach 1975–1998 jako kolonia administracyjnie należała do ówczesnego województwa lubelskiego.